# Rent (musical)
Rent is een Amerikaanse rockmusical, gecreëerd door Jonathan Larson. Het is losjes gebaseerd op de opera La bohème van Giacomo Puccini. De première vond plaats op 13 februari 1996 in New York bij de New York Theatre Workshop. Hierna werd de musical op Broadway uitgebracht op 29 april 1996. Er zijn sindsdien meer dan 4000 optredens geweest. De musical gaat over een groep jonge artiesten en muzikanten die moeten zien te overleven in Alphabet City tijdens de aids-epidemie begin jaren 90.
Rent was een van de eerste musicals waar homoseksuele, biseksuele, lesbische en transeksuele personages in voorkomen.
Het album van de cast is het bestverkochte album van een Amerikaanse musical sinds 30 jaar.

## Ontstaan
Toneelschrijver Billy Aronson wilde in 1988 een musicalversie van Puccini's La bohème over het hedendaagse New York. In 1989 kwam de 29-jarige componist Jonathan Larson in contact met Aronson over dit project. Samen componeerden ze een paar liedjes. Larson kwam later met het idee om de musical Rent te noemen. Aronson was hier niet blij mee.
Larson vroeg in 1991 aan Aronson om de volle rechten over Rent te krijgen. Hij wilde er een rockopera van maken. Ze kwamen tot de conclusie dat als de musical Broadway zou bereiken, dat Aronson weer deel nam aan de musical.
Larson zou nooit het succes van Rent meemaken. Hij stierf op 25 januari 1996, slechts een paar uren na zijn eerste interview over Rent, dat niet veel later de lucht in zou gaan. De eerste preview zou die dag ook plaatsvinden. Die ging niet door.
De première kwam enkele dagen later en werd onmiddellijk een enorm succes. Toen de show nog off-Broadway was, hadden alle optredens een volle zaal. Vanwege de populariteit verhuisde de musical op 29 april 1996 naar Broadway.

## Inspiratie
Larsons inspiratie voor Rent kwam, behalve van de opera La bohème, nog van verscheidene bronnen. Vele karakters waren gebaseerd op de personages uit La bohème. De epidemie van tuberculose in La bohème, werd in Rent vervangen door aids. Parijs is vervangen voor East Village en in Rent speelt de musical zich af aan het eind van de twintigste eeuw. De namen van de karakters komen ook overeen met de personages uit La bohème:
- Mimi Marquez (een danser met hiv) heet in La bohème ook Mimi (een naaister met tuberculose).
- Mark Cohen (een filmmaker) heet in La bohème Marcello (een schilder).
- Roger Davis (een muzikant) heet in La bohème Rodolofo (een dichter).
- Maureen Johnson (een artiest die optreedt) heet in La bohème Musetta (een zangeres).
- Angel Dumott Schunard (een drummer) heet in La bohème Schaunard (een muzikant)
- Tom Collins (een leraar in de filosofie) heet in La bohème Colline (een filosoof)
- Joanne Jefferson (een advocaat) heet in La bohème Alcindoro (een staatsraadslid)
- Benjamin 'Benny' Coffin III (een huisbaas) heet in La bohème Benoit (een huisbaas).

Ook het liedje Light My Candle is vergelijkbaar met Musetta's Waltz, een liedje uit La bohème. Net zoals dat Take Me or Leave Me lijkt op Quando M'en Vo' Soletta uit La bohème.
Rent heeft ook autobiografische stukken van Larson zelf. Zo leefde Larson zelf jarenlang als een verhongerde artiest in New York. Ook deelt hij zijn ambities en angsten met de personages uit Rent. Daarnaast verloor ook Larson zijn vriendin aan een andere vrouw, net zoals dat Mark zijn vriendin Maureen verliest als zij Joanne als levenspartner wil.
De rel aan het einde van de eerste akte, is gebaseerd op een waargebeurde rel in Tompkins Square Park in de jaren 80.
Schrijfster Sarah Schulman vertelde ooit dat Larson ook ideeën stal uit haar boek People In Trouble.

## Verhaal
De musical volgt, gedurende een jaar lang, het leven van acht vrienden die in New York wonen. De mensen moeten hier zien te overleven, terwijl ze worstelen met relaties, liefde, het verlies, creativiteit en aids. De hoofdpersonen:
- Mark Cohen, een man die documentaires maakt.
- Mimi Marquez, een stripper en tevens een heroïneverslaafde. Ze is verliefd op Roger.
- Roger Davis, een muzikant die net een heroïneverslaving achter de rug heeft. Hij is de huisgenoot van Mark.
- Angel Dumott Schunard, een travestiet en muzikant. Angel heeft een relatie met Tom.
- Joanne Jefferson, een lesbische, serieuze advocate. Ze heeft een relatie met Maureen.
- Tom Collins, een homoseksuele leraar in de hedendaagse filosofie. Hij is een anarchist en heeft een relatie met Angel.
- Maureen Johnson, een biseksuele artieste die een relatie heeft met Joanne. Mark is haar ex-vriend.
- Benjamin "Benny" Coffin III, de huisbaas van Mark, Roger en Mimi.

### Akte 1
Mark, een filmmaker, besluit een documentaire zonder script te maken over zijn vrienden op kerstmis in zijn loft. Terwijl hij filmt hoe zijn vriend en huisgenoot Roger op zijn gitaar speelt, belt zijn moeder. Ze vertelt hem dat hij zich niet druk moet maken over Maureen, die hem gedumpt heeft voor een vrouw. Ondertussen bezoekt Tom Collins, een voormalige professor in de filosofie, hen. Voordat hij het huis kan bereiken wordt hij aangevallen door criminelen. Hij wordt op straat overgelaten aan zijn lot. Benny belt hierna aan bij Mark en Roger en breekt zijn belofte om hun gratis in een huis te laten wonen, door naar de huur te vragen, wetend dat ze het niet hebben. Hierna hebben ze geen stroom meer. Ze klagen over hun armoedige leven en zijn gefrustreerd, omdat ze geen inspiratie kunnen vinden voor een nieuw project in hun artistieke leven. Ondertussen heeft Joanne, de nieuwe vriendin van Maureen, problemen met het maken van de kapotte elektronica voor Maureens protest later die avond, waar ze zal klagen over Benny's plan om openbare gelegenheden te bouwen, waar op dit moment veel dakloze mensen hun onderdak vinden. Maureen gaat tegen Joannes wensen in en belt Mark om te vragen of hij Joanne wil helpen met het maken van elektronica. Mark, die nog altijd een zwak heeft voor Maureen, weigert niet.
Terug op de straat, ontdekt Angel, een drummer, dat Collins gewond op straat ligt en hij helpt hem. Ze voelen zich al gauw tot elkaar aangetrokken. Ook blijken ze beiden aids te hebben. Ondertussen vraagt Mark Roger mee naar het protest van Maureen, in de poging om hem uit huis te krijgen. Roger is nog altijd gedeprimeerd sinds de zelfmoord van zijn vriendin April. Hierna herinnert hij Roger eraan om zijn AZT te nemen. Hiermee maakt hij het publiek duidelijk dat Roger besmet is met hiv. Ook wordt duidelijk dat April zelfmoord pleegde toen ze erachter kwam dat ook zij besmet was met hiv. Als Mark weggaat, zingt Roger nog dat hij niet dood wil gaan voordat hij nog een mooi nummer heeft gezongen. Niet veel later krijgt hij bezoek van Mimi, een buurvrouw. Mimi is een 19-jarige heroïneverslaafde S&M-danseres bij een nachtclub. Ze vraagt aan Roger of hij een lucifer heeft voor haar kaars. Ze heeft namelijk ook geen elektriciteit meer. Eigenlijk deed ze dit alleen om te flirten. Roger wordt succesvol verleid, maar twijfelt, omdat dit de eerste romantische situatie is waar hij in terechtkomt sinds de dood van April.
Collins komt eindelijk aan bij het huis van Mark en Roger aan. Hij stelt Angel, die nu eruitziet als een travestiet, aan de mannen voor. Als hij een smak geld laat zien en ze vragen hoe hij dit verdiende, vertelt hij dat een vrouw hem betaalt heeft de drums te spelen, zodat een hondje uit een raam op een hoge verdieping zou springen. Niet veel later komt ook Benny. Hij vertelt dat ze weer gratis in het huis mogen wonen als ze Maureen overhalen om haar protest af te gelasten. Mark weigert en nadat hij weg is nodigen Angel en Collins Mark en Roger uit om mee te gaan naar Life Support, een lokale groep voor mensen die besmet zijn met hiv. Bij Life Support is het de bedoeling dat ze hier elkaar steunen. Roger slaat het aanbod af en Mark verzekert Angel en Collins dat hij zal komen nadat hij Maureen heeft geholpen.
Mark is nu onderweg om Maureens elektronica te repareren en ontmoet hier Joanne op een ongemakkelijke manier. Ze komen in de overeenstemming dat uitgaan met de ontrouwe Maureen, hetzelfde is als het dansen van een moeilijke tango. Hierna worden Mark en Joanne vrienden. Vervolgens gaat Mark, zoals beloofd, naar de bijeenkomst van Life Support. Ondertussen gaat Mimi naar Rogers appartement en vraagt hem mee uit. Roger is bang om uit te gaan met een heroïneverslaafde (aangezien dit de manier was waarop Roger hiv kreeg) en stuurt haar weg nadat hij tegen haar schreeuwt. Als ze verdrietig het appartement verlaat, verandert Roger van gedachten.
Nadat de vrienden weggaan van Life Support, helpen ze een oude dakloze vrouw als ze op elk moment in elkaar geslagen kan worden door twee politiemannen. De vrouw wordt hierna boos op hun, omdat ze artiesten zijn. Terwijl ze verbaasd weglopen, fantaseert Collins over een ideaal leven in Santa Fe. Terwijl Mark weggaat om Roger te overhalen naar Maureens protest te gaan, zingen Collins en Angel een liedje over dat ze het perfecte koppel zijn. Joanne maakt zich gereed voor Maureens protest en haar volgende zaak en Roger biedt zijn excuses aan aan Mimi. Hij vraagt haar mee uit naar Maureens protest.
Tijdens Maureens protest, wordt Benny afgekraakt en zijn alle vrienden aanwezig. Het protest eindigt in een rel, dat Mark allemaal opneemt met zijn camera. Een lokale station koopt zijn opnames. Hierna gaat de groep naar de Life Café, een restaurant. Hier treffen ze Benny en zijn investeerder aan. Benny neemt het protest en de bohémienlevensstijl van de groep in de zeik, waardoor de aanwezige bohemiens opstaan en hun uitgesproken mening duidelijk maken (La vie Bohème). We ontdekken hier ook dat Mimi ooit een relatie had met Benny en Joanne betrapt Maureen op het zoenen met Mark. Als Mimi's wekker afgaat om haar AZT te nemen, ontdekken Roger en Mimi van elkaar dat ze beiden besmet zijn met het hiv. Hierna beginnen ze een relatie. Joanne, die wegstormde nadat ze Maureen zag zoenen met Mark, komt terug om het uit te maken met Maureen. Ze informeert de groep dat alle daklozen weigeren weg te gaan van de verlaten plekken waar ze verblijven, terwijl er aanwezigheid van de politie is.
Akte 1 sluit met een zoen van Mimi en Roger.

### Akte 2

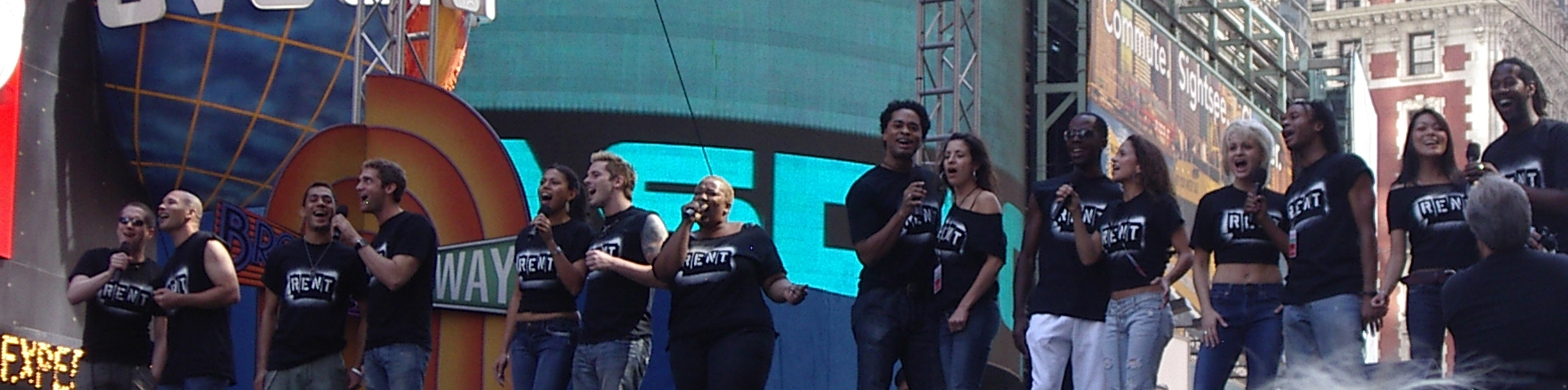
De cast van Rent zingt Seasons of Love (2005)

Door het protest van Maureen is het gebouw van Mimi, Mark en Roger gesloten. Op oudejaarsavond proberen ze, met hulp van de groep, binnen te breken. Mimi belooft dat ze de heroïne zal opgeven en terug zal gaan naar school. Joanne en Maureen besluiten opnieuw een relatie aan te gaan. Alle koppels zijn nu gelukkig. Als ze het huis binnenbreken, wordt duidelijk dat Alexi Darling, een werknemer bij een tijdschrift, op zijn antwoordapparaat een bericht heeft achtergelaten waarin ze hem een contract aanbiedt. Terwijl de groep Nieuwjaar viert, stormt Benny binnen. Hij vraagt aan Mark of hij Benny wil opnemen in zijn film. De groep wordt boos en beschuldigt Benny ervan dat hij alleen aandacht wil. Benny vertelt hierna dat Mimi naar zijn huis kwam om hem over te halen Mark en Roger weer huurvrij in hun appartement te laten wonen. Mimi ontkent alles, maar Roger wordt gekwetst. Angel kalmeert iedereen, maar ook Mimi is nu gekwetst en krijgt weer een heroïneverslaving.
Op Valentijnsdag, als Maureen en Joanne zich gereed maken voor een volgend protest, krijgen ze ruzie en maken het opnieuw uit. Ondertussen gaat Mimi laat uit om stiekem drugs te kopen, waardoor Roger het idee krijgt dat ze laat het huis uit gaat om zo naar Benny te kunnen gaan. Ook met Angel gaat het slecht. Hij wordt steeds zieker en overlijdt, ondanks Collins' pogingen om hem in leven te houden. Het hart van Collins is gebroken en hij zingt op Angels begrafenis dat zijn liefde voor hem nooit weg zal gaan. De groep komt nu weer terug om te rouwen om Angel. Mark is bang dat al zijn vrienden dood zullen gaan aan aids en accepteert eindelijk Alexi's contract. Roger kondigt aan dat hij zal vertrekken naar Santa Fe. Als Collins ontdekt dat iedereen ruzie maakt op de begrafenis van Angel, wordt hij boos. Hij zegt dat iedereen zich moet schamen en dat Angel de groep heeft helpen geloven in de liefde. Maureen en Joanne krijgen weer een relatie, maar tussen Roger en Mimi komt het niet goed. Mimi lijkt nu wat te krijgen met Benny. Mark en Roger krijgen ruzie, omdat Mark het niet leuk vindt dat Roger zal gaan vertrekken. Roger beschuldigt Mark dat zijn leven nep is en Mark schreeuwt tegen Roger dat hij vlucht omdat hij het niet aankan Mimi achteruit te zien gaan. Roger schrikt als hij ontdekt dat Mimi alles heeft gehoord. Ze komt opnieuw in een kwetsbare situatie terecht en Roger stormt opnieuw weg. Hierna betaalt Benny geld voor een afkickkliniek.
Roger komt terug uit Santa Fe als hij zich realiseert dat hij niet kan leven zonder Mimi. Als hij Mark weer ziet, krijgen ze beiden inspiratie voor hun werk. Zo komt Roger eindelijk op met een liedje: Rogers liedje zal over Mimi gaan en Marks film zal een ode aan Angel worden. Roger ontdekt dat het slecht gaat met Mimi en op punt staat dood te gaan, laat hij haar merken dat hij bij haar blijft staan. Hierna zoent ze Roger en lijkt nu te overlijden. Ze ligt even bewusteloos, maar komt een paar seconden later weer bij. Ze vertelt het licht te hebben gezien en dat Angel haar tegenhield. Ze omhelst Roger.

## Producties

### In de Verenigde Staten
Er zijn drie belangrijke tours geweest in Amerika. De Angel Tour en Benny Tour kwamen vlak nadat de musical op Broadway werd gelanceerd. Onlangs vond er nog een tour plaats, In Canada vond ook een tour plaats; de Collins Tour.
De Angel Tour begon in november 1996 in Boston. Vervolgens ging deze door naar Saint Paul, Minnesota, Washington D.C., Chicago, Detroit, Cleveland, Philadelphia, Baltimore, Salt Lake City, Denver, Los Angeles en uiteindelijk San Francisco. Het duurde tot en met september 1999. Acteurs die meededen aan deze tour, waren Simone, Manley Pope, Christian Anderson, Carrie Hamilton, Amy Spanger, Cheri Smith, Julie Danao, Sylvia MacCalla, Kamilah Martin, Dan Robbins, Luther Creek, Kristoffer Cusick, Tony Vincent en Shaun Earl.
De Benny Tour begon in mei 1997 in Los Angeles met Neil Patrick Harris als Mark. Deze tour was kleiner en minder spectaculair dan de Angel Tour. Andere castleden, waren Curtis Cregan, Dana Dawson, d'Monroe, Yassmin Alers en Wilson Cruz.

### Tiende verjaardag
Op 24 april 2006 kwam de originele cast van de musical terug voor een eenmalige optreden. Dit optreden bracht meer dan $2.000.000 op voor verscheidene goede doelen.

### Nederlandstalige producties
In het seizoen 2000 / 2001 was Rent te zien in de Nederlandse theaters in een productie van Joop van den Ende Theaterproducties. De musical ging in première op 3 oktober 2000 in de Stadsschouwburg in Amsterdam en beleefde zijn laatste voorstelling op 20 mei 2001 in Koninklijk Theater Carré. De vertaling werd verzorgd door Daniël Cohen. De cast bestond uit:
| Acteur                              | Personage             |
| ----------------------------------- | --------------------- |
| Jim de Groot, Tino Bos              | Roger Davis           |
| Gino Emnes                          | Benjamin Coffin III   |
| Casey Francisco, Karina Mertens     | Joanne Jefferson      |
| Edwin Jonker, Stephen Stephanou     | Tom Collins           |
| Nurlaila Karim, Cyrille van Hoof    | Mimi Marquez          |
| Tom Van Landuyt, Jurgen Stein       | Mark Cohen            |
| Stefan Swinkels, Kok Hwa Lie        | Angel Dumott Schunard |
| Ellis van Laarhoven, Saskia Kikkert | Maureen Johnson       |

Nurlaila Karim, Ellis van Laarhoven en Edwin Jonker wonnen voor hun acteerprestaties een John Kraaijkamp Musical Award.
In februari 2015 was een nieuwe bewerking van Daniel Cohens vertaling te zien in het M-Lab in Amsterdam. Daniel Cohen tekende zelf voor de regie. De productie ging op 14 februari 2015 in première.
Op 8 oktober 2015 ging de productie in reprise, ook in het M-Lab in Amsterdam. De rollen van Maureen en Collins werden vervangen.
Vanaf het najaar 2016 ging de musical als reizende productie door Nederland.
De cast bestond uit:
| Acteur                | Personage                           |                    |
| --------------------- | ----------------------------------- | ------------------ |
| Roger Davis           | Ruud van Overdijk                   | Ruud van Overdijk  |
| Benjamin Coffin III   | Amir Vahidi                         | Lars Mak           |
| Joanne Jefferson      | Jeske van de Staak                  | Jeske van de Staak |
| Tom Collins           | John ter Riet / Jeroen Robben       | Ivo Chundro        |
| Mimi Marquez          | Li-Tong Hsu                         | Rosa da Silva      |
| Mark Cohen            | Maarten Smeele                      | Karel Simons       |
| Mark Cohen anno 2015  | Jim de Groot                        | Karel Simons       |
| Angel Dumott Schunard | Mitch Wolterink                     | Mitch Wolterink    |
| Maureen Johnson       | Renée de Gruijl / Desi van Doeveren | Renée de Gruijl    |

## Prijzen

### Tony Awards
Rent werd in 1996 10 keer genomineerd voor een Tony Award. De musical won er vier (de gewonnen prijzen zijn vetgedrukt):
- Tony Award voor Beste Musical
- Tony Award voor Beste Boek van een Musical
- Tony Award voor Beste Originele Score
- Tony Award voor Beste Prestatie door een Acteur (Hoofdrol) in een Musical: Adam Pascal
- Tony Award voor Beste Prestatie door een Actrice (Hoofdrol) in een Musical: Daphne Rubin-Vega
- Tony Award voor Beste Prestatie door een Acteur (Bijrol) in een Musical: Wilson Jermaine Heredia
- Tony Award voor Beste Prestatie door een Actrice (Bijrol) in een Musical: Idina Menzel
- Tony Award voor Beste Licht Ontwerp voor een Musical: Blake Burba
- Tony Award voor Beste Choreografie: Marlies Yearby
- Tony Award voor Beste Directie in een Musical: Michael Greif

### Andere prijzen
De musical werd in 1996 ook genomineerd voor de volgende prijzen (de gewonnen prijzen zijn vetgedrukt):
- Pulitzer Prize for Drama
- Drama Desk Award Outstanding Musical
- Drama Desk Award Outstanding Book
- Drama Desk Award Outstanding Actor in a Musical: Adam Pascal
- Drama Desk Award Outstanding Actress in a Musical: Daphne Rubin-Vega
- Drama Desk Award Outstanding Featured Actor in a Musical: Wilson Jermaine Heredia
- Drama Desk Award Outstanding Director of a Musical: Michael Greif
- Drama Desk Award Outstanding Orchestrations: Steve Skinner
- Drama Desk Award Outstanding Lyrics
- Drama Desk Award Outstanding Music
- Drama Desk Award Outstanding Costume Design: Angela Wendt
- Theater World Award for Outstanding New Talent: Adam Pascal
- Theater World Award for Outstanding New Talent: Daphne Rubin-Vega
- New York Drama Critics Circle Award for Best Musical
- Outer Critics Circle Award for Best Off-Broadway Musical
- Drama League Award for Best Musical
- Obie Award for Outstanding Book, Music, and Lyrics
- Obie Award for Outstanding Direction: Michael Greif
- Obie Award for Outstanding Ensemble Performance

## Culturele impact
Rent heeft een groot aantal fans, die zichzelf RENT-heads noemen. De benaming is een referentie naar de mensen die voor het loket sliepen om de volgende dag kaartjes met $20 korting te kunnen aanschaffen. Het is tevens een doorverwijzing naar iedereen die van de musical houdt.
Het liedje Seasons of Love werd later bekend als een popliedje.

### Insluiting in de popcultuur
Er zijn veel referenties of parodieën op Rent. Enkele televisieseries waarin dit voorkwam, zijn The Simpsons, Family Guy, Friends, Will & Grace en Felicity.
In de film Team America: World Police komt de musical Rent voor als parodie.

## Bezetting

### Originele Broadwaybezetting
| Acteur                  | Personage                                                |
| ----------------------- | -------------------------------------------------------- |
| Adam Pascal             | Roger Davis                                              |
| Anthony Rapp            | Mark Cohen                                               |
| Jesse L. Martin         | Tom Collins                                              |
| Taye Diggs              | Benjamin Coffin III                                      |
| Fredi Walker            | Joanne Jefferson                                         |
| Wilson Jermaine Heredia | Angel Dumott Schunard                                    |
| Daphne Rubin-Vega       | Mimi Marquez                                             |
| Idina Menzel            | Maureen Johnson                                          |
| Kristen Lee Kelly       | Marks moeder & anderen                                   |
| Byron Utley             | Mr. Jefferson, solist #2, Caroler, een pastoor & anderen |
| Gwen Stewart            | Mrs. Jefferson, solist #1, vrouw met tassen & anderen    |
| Timothy Britten Parker  | Gordon, de Man, Mr. Grey & anderen                       |
| Gilles Chiasson         | Steve, Man met Squeegee, een kelner & anderen            |
| Rodney Hicks            | Paul, agent & anderen                                    |
| Aiko Nakasone           | Alexi Darling, Rogers moeder & anderen                   |

Understudy's
- Yassmin Alers
- Darius de Haas
- Shelley Dickinson
- Norbert Leo Butz
- Mark Setlock
- Shayna Steele

### Huidige Broadwaybezetting[(sinds) wanneer?]
| Acteur               | Personage             |
| -------------------- | --------------------- |
| Tim Howar            | Roger Davis           |
| Christopher J. Hanke | Mark Cohen            |
| Troy Horne           | Tom Collins           |
| D'Monroe             | Benjamin Coffin III   |
| Tonya Dixon          | Joanne Jefferson      |
| Justin Johnston      | Angel Dumott Schunard |
| Jaime Lee Kirchner   | Mimi Marquez          |
| Nicolette Hart       | Maureen Johnson       |

Understudy's
- Karmine Alers
- Crystal Monée Hall
- Owen Johnston II
- Philip Dorian McAdoo
- Moeisha McGill
- Kyle Post

### Bekende (voormalige) castleden
Rent had vaak castleden die erg bekend waren in de media:
| Acteur               | Personage                                  |
| -------------------- | ------------------------------------------ |
| Melanie Brown        | Mimi                                       |
| Wilson Cruz          | Angel                                      |
| Frenchie Davis       | Mrs. Jefferson, Vrouw met Tassen & Anderen |
| Joey Fatone          | Mark                                       |
| Neil Patrick Harris  | Mark                                       |
| Drew Lachey          | Mark                                       |
| Karen Joy Morris     | Mimi                                       |
| Nicole Scherzinger   | Maureen                                    |
| Vanessa Anne Hudgens | Mimi                                       |
| Will Chase           | Roger                                      |
| Tracie Thoms         | Joanne                                     |

## Album
Het castalbum van de musical werd op 27 augustus 1996 uitgebracht en bevat de stemmen van de originele Broadway-acteurs:

### Disc 1
1. Tune Up #1
2. Voice Mail #1
3. Tune Up #2
4. Rent
5. You Okay Honey?
6. Tune Up #3
7. One Song Glory
8. Light My Candle
9. Voice Mail #2
10. Today 4 U
11. You'll see
12. Tango: Maureen
13. Life support
14. Out tonight
15. Another Day
16. Will I?
17. On the Street
18. Santa Fe
19. I'll cover you
20. We're Okay
21. Christmas Bells
22. Over the Moon
23. La Vie Bohème A
24. I Should tell you
25. La Vie Bohème B

### Disc 2
1. Seasons Of Love
2. Happy New Year
3. Voice Mail #3
4. Happy New Year B
5. Take Me Or Leave Me
6. Seasons Of Love B
7. Without You
8. Voice Mail #4
9. Contact
10. I'll Cover You - Reprise
11. Halloween
12. Goodbye Love
13. What You Own
14. Voice Mail #5
15. Finale A
16. Your Eyes
17. Finale B
18. Seasons of Love

## Films
- Een verfilming van de musical werd uitgebracht in 2005 onder regie van Chris Columbus, waarin de originele castleden opnieuw te zien waren in hun oude rollen. Alleen Mimi en Joanne werden door andere acteurs gespeeld. Rosario Dawson speelde de rol van Mimi en Tracie Thoms was te zien als Joanne. De soundtrack is uitgebracht in twee versies, een enkele cd met een selectie van 17 nummers en een 2-cd editie met 28 nummers. In 2006 is deze verfilming ook op dvd uitgebracht.
- De laatste voorstelling op Broadway, 7 september 2008, is ook verfilmd. In 2009 is deze film ook op dvd uitgebracht.